# Luxemburgs referendum over het Verdrag tot vaststelling van een Grondwet voor Europa
De regering van het Groothertogdom Luxemburg hield op 10 juli 2005 een raadgevend referendum inzake het Verdrag tot vaststelling van een Grondwet voor Europa, zoals die was opgesteld door de leden van de Europese Unie. Het besluit hiertoe was genomen op 27 juni 2003. Luxemburg was het eerste land dat aankondigde een referendum te organiseren met betrekking tot de Europese grondwet en een dergelijk referendum zou in zeker 10 landen georganiseerd gaan worden. Het was het eerste referendum in Luxemburg sinds 1937.
In de Luxemburgse Grondwet staat dat alleen het parlement internationale verdragen kan ratificeren. Het referendum zou daarom alleen raadplegend zijn. De Kamer van volksvertegenwoordigers had echter aangegeven het resultaat van het referendum te zullen respecteren.

Ja-stemmen per gemeente

De ILReS peilingen van oktober 2004 tot en met maart 2005 lieten een grote meerderheid vermoeden ten gunste van het voorstel van grondwet (59 % voor, 21 % tegen, 20 % onbeslist in maart 2005). De opiniepeiling van begin juni 2005 gaf nog slechts 46 % voor, met 38 % tegen en 16 % onbeslist.
De Luxemburgers kregen de volgende vraag in drie talen voorgeschoteld:
- "Êtes-vous en faveur du Traité établissant une Constitution pour l’Europe, signé à Rome, le 29 octobre 2004 ?"
- "Sidd Dir fir den Traité iwwert eng Konstitutioun fir Europa, ënnerschriwwen zu Roum, den 29. Oktober 2004?"
- "Sind Sie für den Vertrag über eine Verfassung für Europa, unterzeichnet in Rom, am 29. Oktober 2004?"

Bij het referendum stemde 56,52% van de 220.717 kiezers voor de grondwet, die daarmee werd aangenomen. De opkomst lag op 90,44%.